# ハゼクチ

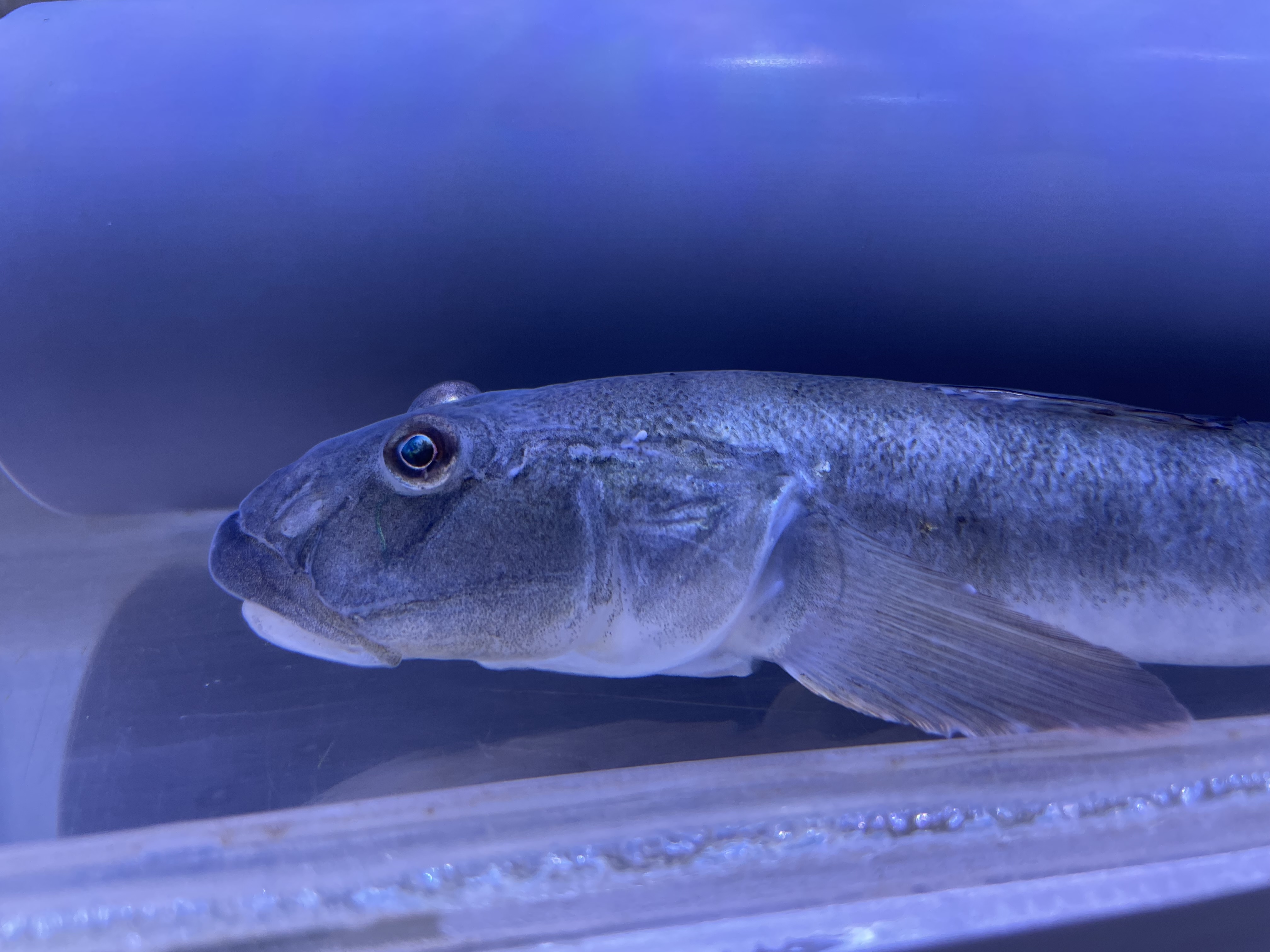
頭部

ハゼクチ（鯊口、Acanthogobius hasta）は、河川干潮帯にくらす大型のハゼ。別名は、ハシクイ、ハゼなどがある。ハゼクチという名は福岡県柳川での呼び名。

## 分布
日本の有明海と八代海の北部海域、渤海、黄海、杭州湾河口、南シナ海の、河川感潮帯の泥底に生息する。仔稚魚は河口沖で浮遊生活をおくり、その後、河川感潮帯に移動する。

## 形態
若魚はマハゼに類似するが、成長とともに尾部が伸び、成魚は細長い体形となる。日本最大のハゼ科の魚類で、オスは成熟するとほほが肥大する。体側や尾鰭に黒点がないことでマハゼと区別可能。

## 生態
着底後は多毛類、アミ類やヨコエビ類を食べ、15センチメートルを超えるとカニ類やゴカイや小型魚類を食べる。繁殖期は3-4月。卵は飼育下で15日でふ化し、ふ化直後の仔魚は6ミリメートル。約18日間の浮遊生活を送り、10ミリメートルになると鰭が完成し着底する。1年で成熟し、産卵後は死亡する年魚。大陸遺存種。

## 利用
潮待ち網（小型の定置網）、成熟個体は河口沖の延縄や篭、干潟の手づかみ漁で獲られ、高値で取引される。鱗は細かくマハゼと比べると硬い。白身でうま味は強くない。刺身、煮つけ、天ぷら、小形は唐揚げで食される。旬は秋～冬。

## 保全状況
干潟の干拓や、河口の汚濁、河口堰の建設などによって個体数が減少し、環境省によって絶滅危惧Ⅱ類に指定された。漁獲によっても減少している。